# Amazonas (Wenezuela)
Amazonas (hiszp. Estado Amazonas) – jest jednym z 23 stanów Wenezueli, dawniej terytorium federalne. Stolicą stanu jest Puerto Ayacucho. Do początków XX w. stolicą było miasto San Fernando de Atabapo.
Wbrew swej nazwie, pochodzącej od rzeki Amazonka, większość terytorium Amazonas leży w dorzeczu Orinoko.
Stan Amazonas zajmuje powierzchnię 180 145 km² w roku 2011 liczył 146 480 mieszkańców; dla porównania, w roku 1970, jeszcze jako terytorium federalne, liczył 12,8 tys. mieszkańców.
Na północy i południowym wschodnie stan leży częściowo na obszarze Wyżyny Gujańskiej.  W części środkowej i południowo-zachodniej znajdują się dorzecza rzek Orinoko i Rio Negro. Obecne także lasy równikowe, umożliwiające (stan na lata 70. XX w.) zbiory wanilii oraz soków kauczukowca. Na północnym zachodzie rozwinięte pasterstwo bydła i owiec. Możliwy transport wodny.
Znajdują się tu Park Narodowy Serranía La Neblina, Park Narodowy Parima-Tapirapecó, Park Narodowy Cerro Yapacana, Park Narodowy Duida Marahuaca oraz część Parku Narodowego Caura.

## Gminy i ich siedziby
1. Alto Orinoco (La Esmeralda)
2. Atabapo (San Fernando de Atabapo)
3. Atures (Puerto Ayacucho)
4. Autana (Isla Ratón)
5. Manapiare (San Juan de Manapiare)
6. Maroa (Maroa)
7. Río Negro (San Carlos de Río Negro)